# Station Byrd

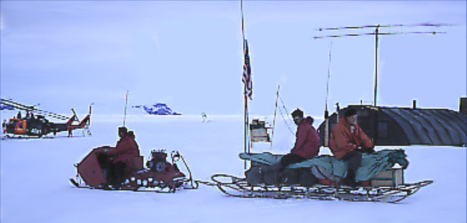
Traîneaux à la station Byrd

La station Byrd est une station de recherche estivale américaine à 500 km dans les terres depuis la côte de Bakutis en Antarctique. Créée en 1957, elle a cependant changé de lieu plusieurs fois.